# Governatorato della Transnistria
Il governatorato della Transnistria (Guvernământul Transnistriei in romeno) era un territorio amministrato dalla Romania, conquistato all'Unione Sovietica dalle potenze dell'Asse nella seconda guerra mondiale durante l'operazione Barbarossa e occupato militarmente dal 19 agosto 1941 al 29 gennaio 1944.
Confinava a ovest con il governatorato di Bessarabia, dal cui territorio era separato dal corso del fiume Dniestr; a est con il Reichskommissariat Ukraine, amministrato direttamente dalla Germania nazista, da cui era separato dal Bug meridionale; e a sud con il Mar Nero. Collegava l'attuale Transnistria con le regioni ucraine di Odessa, Vinnycja e Pervomajs'k. Secondo le autorità rumene, il governatorato aveva 2 326 224 abitanti.

## Storia
Il 12 giugno 1941, il dittatore rumeno Ion Antonescu fu il primo alleato della Germania nazista a ricevere la notizia dei piani di Hitler per un imminente attacco all'Unione Sovietica, dopo lo schieramento di diverse divisioni al confine sovietico su richiesta tedesca all'inizio del mese. Antonescu espresse il suo desiderio di partecipare fin dall'inizio all'invasione; voleva non solo riconquistare i territori persi nel giugno 1940, ma prendere parte a quella che vedeva come una crociata cristiana contro il bolscevismo infedele. Promise quindi una piena cooperazione militare ed economica con Berlino.
Il 22 giugno 1941, i romeni così in guerra al fianco della Germania e dei suoi alleati, attaccando l'Unione Sovietica senza alcuna dichiarazione di guerra preliminare. Fu l'inizio di una guerra considerata in Romania come una "guerra santa, anticomunista, giusta e nazionale", che suscitò entusiasmo in gran parte della popolazione. La Romania voleva soprattutto recuperare le province occupate dai sovietici nel giugno 1940 ed eliminare una volta per tutte qualsiasi minaccia sovietica. I leader rumeni e la popolazione erano sicuri che la campagna sarebbe stata breve a causa della presunta superiorità militare tedesca.
In un mese di campagna, i rumeni ripresero la Bessarabia e la Bucovina settentrionale, culminando i loro principali obiettivi militari. La 3ª Armata romena, in realtà comandata da un generale tedesco, prese l'ex capitale della Bucovina Cernăuţi il 4 luglio. Le operazioni di riconquista delle province perse nel 1940 erano praticamente terminate il 27 luglio, e la Romania aveva subito circa 21.000 perdite.
Il 27 luglio 1941, Hitler, che vedeva nell'Alleanza con i romeni un'opportunità per concentrare le risorse tedesche nella guerra più a nord, inviò una lettera ad Antonescu chiedendo la sua cooperazione e quella delle sue truppe di stanza lungo il fiume Dniester, in cambio della quale avrebbe ceduto alla Romania l'amministrazione della zona tra il fiume Dniester e il fiume Bug meridionale, una regione che non era mai stata parte della Romania. Tuttavia, a causa del desiderio di Antonescu di cancellare l'umiliazione che aveva provato alla ratifica del secondo arbitrato di Vienna, che aveva consegnato parte della Transilvania all'Ungheria, il 31 luglio il conducator accettò la richiesta di Hitler. L'area occupata dalla Romania sarebbe stata rinominata Governatorato della Transnistria e il suo capoluogo doveva essere la città di Odessa.

## La conquista romena
Durante la prima settimana dell'avanzata in quello che sarebbe diventata la Transnistria, a metà agosto 1941, le forze rumene presero il controllo di tutta la regione, tranne una piccola area intorno a Odessa, senza combattere. All'epoca, i rumeni avevano mobilitato 60.000 soldati per conquistare la città, difesa solamente 34.000 uomini. Tuttavia, l'organizzazione era così scarsa, e il comando così superficiale, che l'attacco culminò in un fiasco. Sfruttando questo successo, i sovietici fermarono l'evacuazione della città via mare e inviarono nuovi rinforzi, facendo così aumentare il numero dei difensori a 100.000. Di conseguenza anche i rumeni si videro costretti a raddoppiare i propri effettivi. Anche se occasionalmente, su alcune piccole porzioni di linee del fronte, gli ufficiali rumeni di basso e medio rango ottennero successi, l'organizzazione generale dell'assedio fu disastrosa per le truppe di Antonescu, e diversi generali furono poi licenziati. Alla fine, dopo due mesi di assedio, l'esercito rumeno prese il controllo della città al prezzo di 92.545 perdite. Solo nella battaglia di Stalingrado, in condizioni ambientali ben diverse, la Romania ne subì di peggiori. Anche se i sovietici alla fine lasciarono la città, furono in grado di bloccare una forza nemica più grande con una più piccola, e infliggere perdite significative agli attaccanti. Questo risultato fu particolarmente importante, perché l'alto comando sovietico aveva inizialmente ordinato l'abbandono della città. Alla fine della guerra, Odessa fu insignita del titolo di città eroina dell'Unione Sovietica.
Una volta che le truppe rumene entrarono a Odessa, stabilirono il quartier generale di due delle loro divisioni nell'edificio della sezione locale dell'NKVD. Tuttavia, il palazzo fu minato dai partigiani sovietici che lo fecero saltare in aria, uccidendo oltre 100 membri del quartier generale della divisione rumena, tra cui quasi 50 ufficiali, paralizzando l'attività degli occupanti per due settimane. Per rappresaglia, Antonescu ordinò l'arresto e il massacro dei civili sospettati di aiutare l'Armata Rossa. Quando divenne chiaro che identificare gli individui direttamente responsabili dell'incidente sarebbe stato quasi impossibile, Antonescu ordinò la fucilazione degli ebrei. Il massacro che seguì portò alla morte di 19.000 civili, la maggior parte dei quali non aveva nulla a che fare con l'azione militare. Un ulteriore numero di ebrei odessiti fu deportato in ghetti e campi di concentramento nella metà settentrionale della Transnistria.
Un movimento partigiano, con una forza di 300 persone, fu attivo nelle catacombe di Odessa durante tutta l'occupazione. Esso riuscì ad organizzare un'ottima comunicazione con il quartier generale partigiano di Mosca. Ad Antonescu fu consigliato di usare gas velenosi per liberare le catacombe, ma, spaventato dalle implicazioni pubbliche di un tale atto, decise di astenersi. Alla fine, i rumeni furono in grado di infliggere un alto numero di vittime ai partigiani con l'aiuto di alcuni partigiani che cambiarono lato e rivelarono il movimento attraverso le catacombe. Tuttavia, le catacombe non furono mai completamente liberate, e i partigiani mantennero un continuo movimento di resistenza fino al ritorno dell'Armata Rossa.

## Suddivisioni territoriali

Mappa del Regno di Romania a maggio 1942.

- Județul Moghilău (Moghilău)
  - Orașul Moghilău
  - Orașul Șmerinca
  - Raionul Balchi
  - Raionul Copaigorod
  - Raionul Crasnoe
  - Raionul Iarișev
  - Raionul Sargorod
  - Raionul Șmerinca
  - Raionul Stanislavcic
- Județul Tulcin (Tulcin)
  - Orașul Moghilău
  - Raionul Șmerinca
  - Raionul Braslav
  - Raionul Spicov
  - Raionul Trostineț
  - Raionul Tulcin
- Județul Jugastru (Iampol)
  - Orașul Iampol
  - Raionul Cernovăț
  - Raionul Crijopol
  - Raionul Iampol
  - Raionul Tomaspol
- Județul Balta (Balta)
  - Orașul Balta
  - Orașul Berșad
  - Raionul Balta
  - Raionul Berșad
  - Raionul Cicelnic
  - Raionul Obadovca
  - Raionul Olgopol
  - Raionul Pesceana
  - Raionul Savrani
- Județul Râbnița (Râbnița)
  - Orașul Bârzula
  - Orașul Râbnița
  - Raionul Bârzula
  - Raionul Camenca
  - Raionul Codâma
  - Raionul Piesceanca
  - Raionul Râbnița
- Județul Golta (Golta)
  - Orașul Golta
  - Raionul Crivoe-Oziero
  - Raionul Domaniovca
  - Raionul Golta
  - Raionul Liubașovca
  - Raionul Vradievca
- Județul Ananiev (Ananiev)
  - Orașul Ananiev
  - Raionul Ananiev
  - Raionul Cernova
  - Raionul Petroverovca
  - Raionul Sfânta Troițca
  - Raionul Siraievo
  - Raionul Valea Hoțului
- Județul Dubăsari (Dubăsari)
  - Orașul Dubăsari
  - Orașul Grigoriopol
  - Raionul Ciorna
  - Raionul Dubăsari
  - Raionul Grigoriopol
  - Raionul Ocna
  - Raionul Zaharievca
- Județul Tiraspol (Tiraspol)
  - Municipiul Tiraspol
  - Raionul Grosulova
  - Raionul Razdelnaia
  - Raionul Selz
  - Raionul Slobozia
  - Raionul Tebricovo
  - Raionul Tiraspol
- Județul Ovidiopol (Ovidiopol)
  - Orașul Ovidiopol
  - Raionul Balaevca
  - Raionul Franzfeld
  - Raionul Ovidiopol
  - Raionul Vigoda
- Județul Odessa (Odessa)
  - Municipiul Odessa
  - Raionul Antono-Codincevo
  - Raionul Blagujevo
  - Raionul Ianovca
  - Raionul Odessa
- Județul Berezovca (Berezovca)
  - Orașul Berezovca
  - Raionul Berezovca
  - Raionul Landau
  - Raionul Mostovoi
  - Raionul Veselinovo
- Județul Oceacov (Oceacov)
  - Orașul Oceacov
  - Raionul Crasna
  - Raionul Oceacov
  - Raionul Varvarovca

## Conseguenze
Il governatorato della Transnistria fu relativamente risparmiato da questi bombardamenti aerei, ma presto l'Armata Rossa distrusse ogni presenza rumena nella regione. Durante l'offensiva Dnieper-Carpazia, le truppe sovietiche attraversarono il corso superiore del Bug Meridionale l'11 marzo ed in soli venti giorni il governatorato della Transnistria crollò. Alla fine di marzo 1944, non erano più presenti truppe dell'Asse a est del fiume Dniester, tranne che nel capoluogo di Odessa, nel frattempo circondata dai sovietici. Nel frattempo il governatore Alexianu fu rimpiazzato il 1º febbraio 1944 dal tenente generale Gheorghe Potopeanu, già ministro dell'Economia. Anche il toponimo Transnistria fu abbandonato e le autorità romene d'occupazione furono ribattezzate come Governo Militare tra il Dniester e il Bug.
Il 28 marzo, l'Armata Rossa prese Nikolaev e il giorno dopo attraversò in forze il fiume Bug meridionale. Il 5 aprile cadde Razdelnaia, tagliando la strada Odessa-Tiraspol. Il 19, dopo una breve ma feroce battaglia, l'Armata Rossa rientrò a Odessa. Il 12 aprile, Tiraspol fu occupata e quattro giorni dopo l'intera Transnistria era di nuovo in mani sovietiche. Durante gli ultimi giorni, i tedeschi si concentrarono sulla distruzione di Odessa, poiché l'evacuazione era impossibile. Gli impianti portuali, alcune installazioni industriali e gli snodi di trasporto furono fatti saltare in aria (anche la centrale elettrica, diversi mulini, magazzini del pane, zucchero e altri generi alimentari andarono distrutti). Della popolazione di Odessa erano rimasti appena 200 000 abitanti; molti si erano nascosti nei dintorni, altri avevano cercato scampo nelle campagne e il resto era stato sterminato dai rumeni.